# Gonomyia dicranura
Gonomyia dicranura är en tvåvingeart som beskrevs av Edwards 1928. Gonomyia dicranura ingår i släktet Gonomyia och familjen småharkrankar. Inga underarter finns listade i Catalogue of Life.